# Naea Bennett
Naea Bennett, né à Papeete le 8 juillet 1977, est un footballeur international tahitien.
Il est le fils d'Errol Bennett.

## Biographie
En 2002, Naea Bennett prend part à 4 matchs de qualification pour la Coupe du monde avec l'équipe de Tahiti.
En même temps qu'une carrière en football à 11 avec l'AS Pirae, Naea Bennett intègre l'équipe de Tahiti de beach soccer avec qui il dispute la Coupe du monde 2011 puis celle de Coupe du monde 2013 organisée à Papeete. Jouant au poste de pivot aux côtés de Teva Zaveroni, ce binome dispute sa deuxième Coupe du monde FIFA consécutive. Les deux vétérans, ayant participé aux qualifications pour la Coupe du monde de football quelques années auparavant, apportent leur expérience à l'équipe. Capitaine des Tiki Toa et auteur d'un but à Ravenne deux ans plus tôt, Bennett entame la compétition dans le rôle de leader. Les Tahitiens sont la surprise de la compétition et terminent 4e.
En tout il prend part à 8 matchs pour autant de victoires que de défaites et 5 buts marqués,.
Naea Bennett il rentrée dans le nouveau gouvernement du Président Édouard Fritch en tant que Ministre de la Jeunesse et de la Prévention contre la délinquance, chargé des Sports

## Distinctions
Il est fait chevalier de l'ordre de Tahiti Nui le 4 octobre 2013.

## Palmarès

### En club
Avec l'AS Vénus
- Championnat de Polynésie (6) :
  - Vainqueur en 1995, 1997, 1998, 1999, 2000 et 2002

- Coupe de Polynésie (3) :
  - Vainqueur en 1998, 1999 et 2000
  - Finaliste en 2001 et 2002

- Coupe des champions d'Océanie :
  - Demi-finaliste en 1999 et 2001

Avec l'AS Vénus
- Ligue des Champions de l'OFC :
  - Finaliste : 2006

- Championnats de Polynésie française (2) :
  - Champion en 2003 et 2006

- Coupes de Polynésie française (1) :
  - Vainqueur en 2005